# Andriuškevičius
Andriuškevičius ist ein litauischer männlicher Familienname, abgeleitet vom litauischen Vornamen Andrius.

## Personen
- Alfonsas Andriuškevičius (Mathematiker) (* 1933), litauischer Mathematiker, Politiker und Mitglied des Seimas
- Alfonsas Andriuškevičius (Kunsthistoriker) (* 1940), Kunsthistoriker und Schriftsteller
- Gintaras Andriuškevičius (* 1975),  Geher
- Martynas Andriuškevičius (* 1986),  Basketballspieler
- Vytautas Andriuškevičius (* 1990),  Fußballspieler